# ساندي سيلفر
ساندي سيلفر هو سياسي كندي، ولد في 15 أكتوبر 1969 في Antigonish, Nova Scotia ‏ في كندا. نشط حزبياً في الحزب الليبرالي في يوكون ‏. وقد انتخب Premier of Yukon ‏ (3 ديسمبر 2016 – ) وانتخب عضو الجمعية التشريعية في يوكون ‏ عن دائرة كلوندايك ‏ وقد انضم خلال فترته النيابية ‏ (11 أكتوبر 2011 – ) للكتلة البرلمانية الحزب الليبرالي في يوكون ‏.